# لبلاب سام (فلم 1992)
لبلاب سام (بالإنجليزية: Poison Ivy) هو فيلم دراما تم إنتاجه في الولايات المتحدة وصدر في سنة 1992. الفيلم من إخراج كات شي وكتابة كات شي وآندي روبن. من بطولة درو باريمور وسارة جيلبرت وتوم سكيريت وشيريل لاد.

## الميزانية والإيرادات
بلغت تكلفة إنتاج الفيلم حوالي 3,000,000 دولار بينما حقق أرباحا تقدر بـ 1,829,804 دولار.

## وصلات خارجية
- مقالات تستعمل روابط فنية بلا صلة مع ويكي بيانات